# Мечеть Байтуррахман Рая
Мечеть Байтуррахман Рая (ачех. Meuseujid Raya Baiturrahman, индон. Masjid Raya Baiturrahman) — большая мечеть, расположенная в центре города Банда-Ачех, в провинции Ачех, Индонезия (на севере острова Суматра). Мечеть имеет большое символическое значение для жителей провинции как символ религии и культуры, тем более, что она пережила неповреждённой разрушительное цунами 2004 года.

## История
Первая деревянная мечеть Байтуррахман была построена по одним данным в 1292 году, а по другим — в 1612 г. Десятого апреля 1873 года во время Ачехской войны голландцы сожгли старую мечеть, так как у стен мечети пал их генерал Кёлер.
Мечать была построена голландскими колониальными властями в знак примирения после разрушения более древней мечети в апреле 1873 года в ходе Первой экспедиции в Ачех. Строительство мечети началось в 1879 на старом месте и было закончено в 1883 году. Поначалу местное население не принимало мечеть, в результате чего первые годы она пустовала.
Два купола мечети были добавлены голландцами в 1936 году, ещё два — правительством Индонезии в 1957 году. После перестроек общее количество куполов достигло семи, а минаретов — восьми. Мечеть пережила массивное цунами 2004 года, которое разрушило большую часть остального города Банда-Ачех.

## Архитектура и проект
Первоначальный проект мечети был разработан нидерландским архитектором Герритом Брёйнсом, однако подвергся переработке. Проект мечети в индо-сарацинском стиле сочитает элементы местной архитектуры с элементами архитектуры Великих Моголов. При постройке использовались в основном привозные материалы. Так, пол покрыт плитами из китайского мрамора, основные конструкции выполнены из бирманского дерева, металлические элементы были привезены из Сурабаи, а витражи изготовлены в Бельгии. Камень для постройки был привезён из Нидерландов. Капители колонн, имитирующие лепестки лотоса, являют собою элемент индийского влияния.
Проект является сходным с мечетью Тубан Рая в Восточной Яве. 